# Hyperchirioides micropteryx
Hyperchirioides micropteryx is een vlinder uit de familie van de nachtpauwogen (Saturniidae). De wetenschappelijke naam van de soort is voor het eerst geldig gepubliceerd in 1949 door Hering.